# Thackray Medical Museum
Thackray Medical Museum är ett medicinskt museum i Leeds, Storbritannien. Den grundades 1997 genom ett ekonomiskt stöd på tre miljoner pund från Heritage Lottery Fund.
Museet ligger bredvid St James's Hospital och behandlar hälso- och sjukvårdens utveckling från 1842 och framåt. 